# Dobrzeń Mały
Dobrzeń Mały est une localité polonaise du gmina de Dobrzeń Wielki dans la voïvodie et le powiat d'Opole.